# Le Chemin (film, 1964)
Pour les articles homonymes, voir Le Chemin.
Pour plus de détails, voir Fiche technique et Distribution.
Le Chemin (El camino) est un film espagnol réalisé par Ana Mariscal et sorti en 1964. Situé dans l'Espagne rurale d'après-guerre, avec un scénario de Mariscal et José Zamit, il s'agit d'une adaptation cinématographique du roman éponyme de Miguel Delibes paru en 1950.

## Synopsis
L'intrigue se déroule dans l'Espagne rurale d'après-guerre à la Cantabrie, plus particulièrement le village de Molledo (dans la vallée d'Iguña). Daniel surnommé «le Hibou» doit quitter son village natal pour aller étudier à la ville. Son père, le fromager du village, insiste sur une bonne éducation pour son fils pour qu’il ne termine pas comme lui.
Les jours précédant son départ, Daniel et ses amis, font les quatre cents coups et surtout, observent le monde des adultes qui les entoure. Dans une ambiance étouffée par la morale chrétienne imposée par l’église et renforcée par les femmes de village, Daniel se prépare à partir,,.

## Fiche technique
Sauf indication contraire, les informations mentionnées dans cette section peuvent être confirmées par la base de données cinématographiques IMDb,  présente dans la section « Liens externes ».
- Titre original : El camino[4]
- Titres : Le Chemin
- Réalisation : Ana Mariscal
- Scénario : José Zamit et Ana Mariscal, d'après le roman Le Chemin de Miguel Delibes
- Images : Valentin Javier
- Son : Antonio Alonso
- Musique : Gerardo Gombau
- Montage : Juan Pisón
- Maquillage : Manolita Novoa
- Scripte : Alberto Cambronero
- Direction artistique : Augusto Lega
- Production : Ana Mariscal
- Société de production : Bosco Films[5]
- Distributeur (France) : Karma Films
- Pays d'origine :  Espagne
- Langue originale : espagnol
- Format : Noir et blanc
- Genre : drame
- Durée : 91 minutes
- Dates de sortie : 
  - Espagne : 1964
  - France : 16 juillet 2021 (Cannes Classics) ; 13 octobre 2021 (sortie nationale) ; 14 octobre 2023 (Festival Lumière)

## Distribution
- José Antonio Mejías : Daniel, Le Hibou (El Mochuelo)
- Maribel Martín : La Uca
- Ángel Díaz : Roque (El Moñigo)
- Jesús Crespo : Germán Le petit (El Tiñoso)
- Julia Caba Alba : Lola Le grand piment (La Guindilla)
- Mary Delgado : Rita, mère de Germán
- Mary Paz Pondal : La Mica
- Maruchi Fresno : Le petit piment
- Joaquín Roa : le prêtre Don José
- Antonio Casas : Salvador, père de Daniel
- Adriano Domínguez : Dimas
- José Orjas : Don Moisés
- María Isbert : Catalina 'La Leporida'
- Asunción Balaguer : mère de Daniel
- Amparo Gómez Ramos : Sara
- Xan das Bolas : père de Germán
- José Sepúlveda : le médecin
- Wilfredo Casado : Tomás, le frère aîné de Germán (Wifredo Casado)
- Juan Luis Galiardo : le petit ami de Mica (José Luis Galiardo)
- Manuel Ayuso : Manuel Ayuso Monje
- Félix Corella : Quino
- Agustín Zaragoza : Cuco
- Rafael Luis Calvo : le forgeron
- Ana Mariscal : Narratrice (non crédité)
- Francisco René : Trino (non crédité)